# Muhammad II de Granada
Abû ‘Abd Allâh Mohammed ben Mohammed (Granada, 1235-Granada, 7 de abril de 1302), fue el segundo rey nazarí de Granada, como  Muhammad II   reinó entre 1273 y 1302 con el sobrenombre de al-Faqih ('el jurisconsulto') debido a sus conocimientos jurídicos y religiosos.

## Biografía
Al acceder al trono contaba con una gran experiencia política y militar gracias a las tareas de gobierno que había venido desempeñando como visir de su padre, Muhámmad I, cuya política de alianzas y pactos cambiantes habría de continuar.
El primer objetivo que se fijó como monarca fue acabar con  la sublevación que los Banu Asqilula, gobernadores de Málaga y Guadix, mantenían viva desde el reinado de su padre gracias al apoyo que les prestaba Alfonso X de Castilla. Para ello, en 1274, firma un acuerdo en Sevilla con el rey castellano por el que, a cambio de 300 000 maravedíes, que el rey utilizó para el fecho del Imperio, y de la ruptura con los nobles castellanos que se habían rebelado contra su rey, este se comprometía a dejar de apoyar a los Banu Asqilula.
El incumplimiento de lo pactado por parte de Alfonso X lleva a Muhammad II en 1275 a buscar el apoyo de la dinastía de los benimerines, asentada en el Magreb. Su emir, Abu Yúsuf Yaacub, desembarca al frente de su ejército y se asienta en las plazas de Algeciras y Tarifa que les cede el rey nazarí.
El sultán benimerín consigue reconciliar a Muhámmad II y  sus rivales los Banu Asqilula. Juntos se enfrentan a las tropas castellanas entre agosto de 1275 y enero de 1276, logrando una importante victoria en Écija, donde falleció el adelantado de la frontera Nuño González de Lara el Bueno. Sin embargo, Abu Yúsuf Yaacub se vio obligado a volver a África para hacer frente a la rebelión interna que estaba sufriendo su propio reino. Durante esta primera campaña militar Muhámmad II logró saquear las tierras de Jaén y hacerse con Martos. Poco después derrotó a los cristianos en La Celada, cerca de Torredonjimeno, donde falleció ejecutado el infante Sancho de Aragón, arzobispo de Toledo. Tras lo cual firmó una tregua contra sus enemigos los Banu Asqilula.
En 1277 retorna a la Península Abu Yúsuf Yaacub y reanuda las campañas militares contra los castellanos, aunque en esta ocasión no contará con el apoyo militar de Muhámmad II.
En 1278 se produce un cambio de alianzas cuando a la muerte del gobernador de Málaga, de los Banu Asqilula, estos ceden Málaga a los benimeríes, lo que lleva a Muhammad II a aliarse nuevamente con Alfonso X, quien envía una flota que logra bloquear Algeciras, aislando con ello a los benimerines de sus bases en el Magreb. Esta circunstancia permite a Muhammad II la toma de Málaga en 1279 sin lucha, ya que su gobernador cedió la ciudad a cambio de 50 000 dinares y de las plazas de Almuñécar y Salobreña.
Tras nombrar gobernador de Málaga a su primo y yerno, Abu Saíd Faraj, Muhámmad II da un nuevo giro en su política de alianzas y pacta de nuevo con los benimerines con la intención de evitar la caída de Algeciras  en manos castellanas. Tras derrotar a Alfonso X se produce una nueva ruptura entre los benimerines y los nazaríes, al incumplirse la petición del sultán norteafricano de devolverle la plaza de Málaga. 
Esta ruptura desembocó en una nueva alianza de los benimerines y de los castellanos contra los nazaríes, concretada en 1281. El infante Sancho,en rebeldía contra su padre y aliado de los nazaríes, es bloqueado por el ejército combinado castellano-benimerín en Córdoba. Las fuerzas benimerines tomaron Cartama, Coín, Fuengirola y pusieron sitio a Málaga. Las tropas castellanas lanzaron un ataque sobre la capital nazarí, Granada, en 1280 y 1281. Tras rechazar ambos intentos de tomar la ciudad, con la victoria en Moclín, Muhammad II aprovechará los conflictos dinásticos que desde 1282 enfrentaban a Alfonso X con  su hijo Sancho  para aliarse con este y con el rey aragonés Pedro III. Finalmente Muhámmed II consigue influir sobre el hijo del sultán benimerín, Abu Yaaqub, para concertar la paz entre ambas naciones en 1283. 
Los benimerines rota su alianza con Castilla, saquearan nuevamente la campiña sevillana y pondrán sitio a Jerez. 
En 1284  fallece Alfonso X y Muhammad II decide acabar definitivamente con los Banu Asqilula que aún conservaban las plazas de Guadix y de Comares. Aunque Comares se entregó sin lucha, Guadix se negó a entregarse y, tras pedir infructuosamente ayuda al nuevo rey castellano, solicitó apoyo militar a los benimerines, que nuevamente desembarcaran en la Península en 1285. Sin embargo, la muerte de Abu Yúsuf Yaacub en 1286 provocará un cambio de las prioridades benimerines, que a partir de entonces se van a centrar en el Magreb, por lo que el nuevo sultán Abu Yaaqub acordará con Muhammad II la cesión de todas las plazas benimerines de al-Ándalus con la excepción de Algeciras, Tarifa, Ronda y Guadix. Finalmente Guadix pasaría a manos nazaríes en 1288.
En 1291, Muhámmad II firma una alianza con Sancho IV con el objetivo de expulsar a los benimerines de las tres plazas que aún conservan en la Península: Algeciras, que quedaría en manos castellanas, Tarifa, que pasaría a manos nazaríes y Ronda.
Tras colaborar en el asedió de Tarifa, que será tomada el 13 de octubre de 1292, Muhámmad II obtendrá Estepona pero basculará nuevamente hacia los benimerines al no obtener la prometida soberanía sobre la plaza conquistada. Para ello se desplazará a Tánger, donde en 1293 se entrevistara personalmente con el sultán, acordando que, tras la conquista de Tarifa, esta quedará en poder benimerín a cambio de Algeciras y Ronda. Se inicia entonces el asedio de Tarifa, plaza que resistirá al mando de Alonso Pérez de Guzmán que ha pasado a la historia con el sobrenombre de Guzmán el Bueno.
La fracasada toma de Tarifa llevará a Abu Yaaqub a abandonar definitivamente sus pretensiones territoriales en la Península, por lo que, en 1295, cederá a Muhammad II las plazas de Algeciras y Ronda que aún mantenía en su poder. Sin embargo, Ronda se rebeló y su gobernador, perteneciente a la familia de los Banu Hakim, se declaró independiente. La crisis se solucionará en 1296 cuando, tras llegar a un acuerdo, Muhámmad II entró en Ronda.
Con esta última conquista, la integridad territorial del Reino de Granada se restituyó en su totalidad y Muhámmad II se centró a partir de entonces en lograr su consolidación, para lo cual contó con los problemas dinásticos que habría de sufrir Castilla a raíz de la muerte de Sancho IV en 1295 que sería sucedido por Fernando IV de Castilla, de tan sólo 9 años de edad, y que deberá hacer frente a las pretensiones dinásticas de los Infantes de La Cerda. Este conflicto sucesorio permitirá a Muhámmed II consolidar el reino, así el sultán concertará una alianza con Aragón (1296, renovada en 1299) y contará con la ayuda de los nobles castellanos opuestos a la madre del rey, María de Molina. Muhámmed iniciará una nueva guerra contra Castilla en 1295. Las tropas nazaríes derrotaron a los castellanos en Iznalloz, consiguieron la toma de las plazas fuertes de Quesada (1295) y la ciudad de Alcaudete (1300), que se habían perdido en 1293, y pese a la derrota en Baena consiguieron saquear con éxito los arrabales de Jaén en 1299.
Muhammad II falleció en 1302, siendo sucedido en el trono por su hijo Muhammad al-Majlû.